# Branchinella pinnata
Branchinella pinnata är en kräftdjursart som beskrevs av Geddes 1981. Branchinella pinnata ingår i släktet Branchinella och familjen Thamnocephalidae. Inga underarter finns listade.